# Liste der Straßen und Plätze im 20. Arrondissement (Paris)
Diese Liste führt alle Straßen und Plätze im 20. Arrondissement von Paris auf.

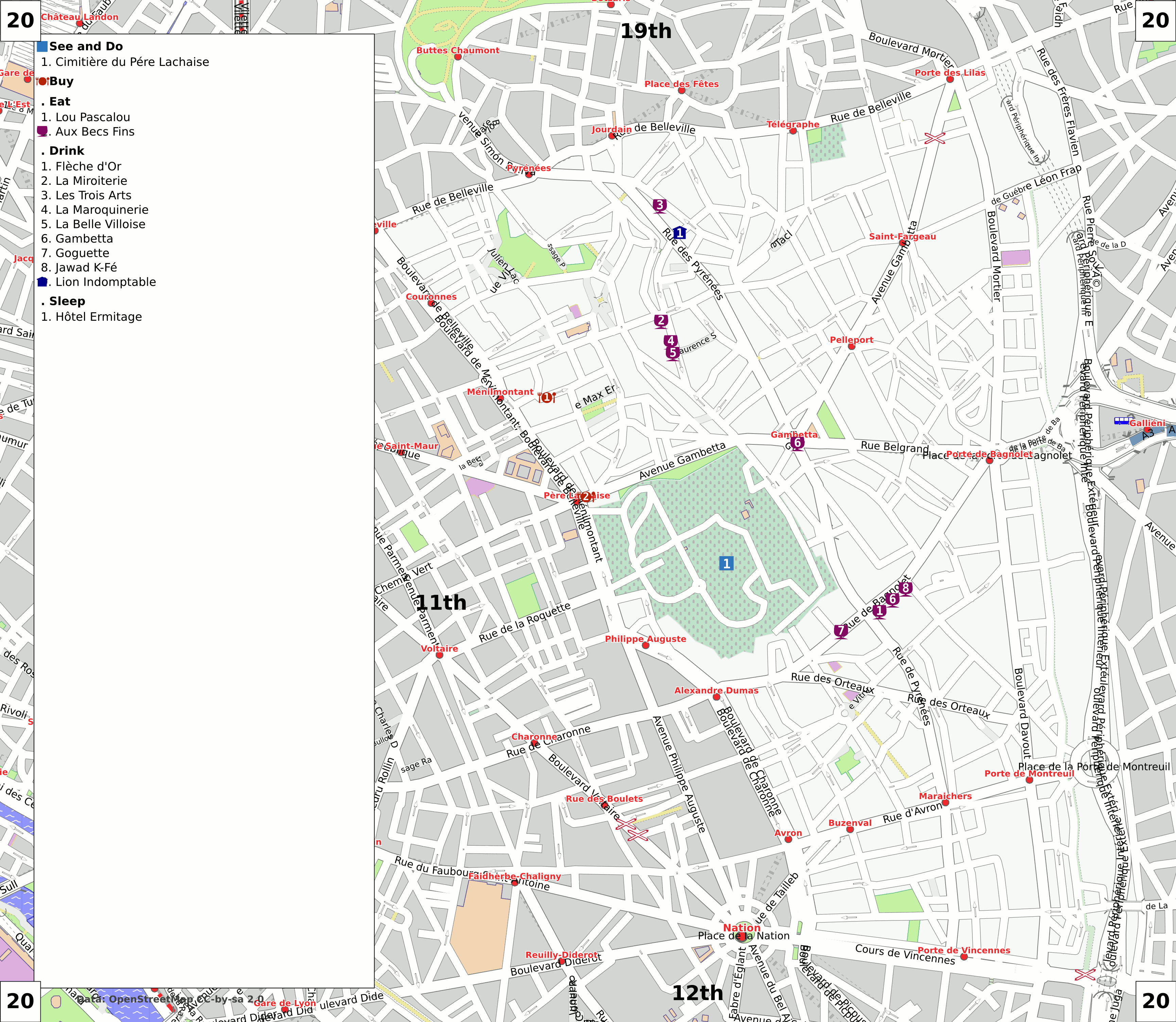
Plan des 20. Arrondissements von Paris

## Liste

### A
- Voie AB/20
- Rue Achille
- Rue de l’Adjudant-Réau
- Place de l’Adjudant-Vincenot
- Cité Adrienne
- Voie AE/20
- Voie AH/20
- Rue Albert-Marquet
- Rue Albert-Willemetz
- Rue Alexandre-Dumas
- Place Alphonse-Allais
- Rue Alphonse-Penaud
- Allée Alquier-Debrousse
- Rue des Amandiers
- Villa Amélie
- Square d’Amiens
- Voie AN/20
- Rue d’Annam
- Cité Antoine-Loubeyre
- Voie AO/20
- Cité Aubry
- Rue Auger
- Rue Auguste-Chapuis
- Place Auguste-Métivier
- Rue de l’Avenir
- Rue d’Avron
- Voie AX/20

### B
- Rue de Bagnolet
- Rue des Balkans
- Impasse Basilide-Fossard
- Villa Baumann
- Passage Beaufils
- Rue Belgrand
- Boulevard de Belleville
- Rue de Belleville
- Avenue Benoît-Frachon
- Impasse de Bergame
- Voie BH/20
- Rue de la Bidassoa
- Rue Bisson
- Rue Blanchard
- Rue du Borrégo
- Villa du Borrégo
- Rue Botha
- Passage Boudin
- Rue Boyer
- Rue Bretonneau
- Square Brizeux
- Voie BT/20
- Voie BU/20
- Rue de Buzenval
- Voie BX/20
- Voie BY/20

### C
- Voie CA/20
- Rue du Cambodge
- Rue Camille-Bombois
- Rue du Capitaine-Ferber
- Rue du Capitaine-Marchal
- Rue du Capitaine-Tarron
- Square des Cardeurs
- Avenue Cartellier
- Rue des Cascades
- Impasse de Casteggio
- Villa Castel
- Voie CB/20
- Voie CD/20
- Rue des Cendriers
- Cité Champagne
- Rue Charles-Cros
- Rue Charles-et-Robert
- Rue Charles-Friedel
- Rue Charles-Renouvier
- Boulevard de Charonne
- Square Chauré
- Rue du Cher
- Impasse des Chevaliers
- Rue de la Chine
- Voie CJ/20
- Rue du Clos
- Rue du Commandant-L’Herminier
- Impasse de la Confiance
- Rue Constant-Berthaut
- Impasse Cordon-Boussard
- Rue Courat
- Rue de la Cour-des-Noues
- Rue des Couronnes
- Impasse des Crins
- Rue Cristino-Garcia
- Rue de la Croix-Saint-Simon

### D
- Passage Dagorno
- Rue Darcy
- Boulevard Davout
- Rue Delaitre
- Rue Dénoyez
- Rue Désirée
- Passage des Deux-Portes
- Rue Devéria
- Rue de la Dhuis
- Passage Dieu
- Voie DK/20
- Voie DL/20
- Voie DM/20
- Avenue du Docteur-Gley
- Rue du Docteur-Labbé
- Rue du Docteur-Paquelin
- Rue des Docteurs-Déjérine
- Voie DR/20
- Cité Dubourg
- Passage de la Duée
- Rue de la Duée
- Rue Dulaure
- Rue Dupont-de-l’Eure
- Passage Duris
- Rue Duris
- Villa Dury-Vasselon

### E
- Voie EA/20
- Voie EC/20
- Cité des Écoles
- Voie ED/20
- Place Édith-Piaf
- Voie EE/20
- Voie EF/20
- Voie EG/20
- Voie EH/20
- Voie EI/20
- Voie EJ/20
- Voie EK/20
- Voie EL/20
- Rue Élisa-Borey
- Rue de l’Élysée-Ménilmontant
- Voie EM/20
- Place Émile-Landrin
- Rue Émile-Landrin
- Rue Émile-Pierre-Casel
- Rue Emmery
- Voie EN/20
- Rue des Envierges
- Voie EO/20
- Voie EP/20
- Voie EQ/20
- Voie ER/20
- Cité de l’Ermitage
- Rue de l’Ermitage
- Villa de l’Ermitage
- Rue Ernest-Lefèvre
- Voie ES/20
- Rue de l’Est
- Square de l’Esterel
- Voie ET/20
- Rue Étienne-Dolet
- Rue Étienne-Marey
- Villa Étienne-Marey
- Voie EU/20
- Rue Eugène-Reisz
- Rue Eugénie-Legrand
- Passage d’Eupatoria
- Rue d’Eupatoria
- Voie EV/20
- Rue Évariste-Galois
- Impasse Éveillard
- Voie EW/20
- Voie EX/20
- Voie EZ/20

### F
- Villa des Falaises
- Villa Faucheur
- Voie FD/20
- Rue Félix-Huguenet
- Rue Félix-Terrier
- Rue Ferdinand-Gambon
- Rue de la Ferme-de-Savy
- Rue Fernand-Léger
- Rue Fernand-Raynaud
- Voie FF/20
- Voie FH/20
- Voie FI/20
- Voie FJ/20
- Voie FK/20
- Rue Florian
- Rue de Fontarabie
- Rue des Fougères
- Rue Francis-Picabia
- Rue Frédérick-Lemaître
- Rue Frédéric-Loliée
- Place Fréhel
- Passage Fréquel
- Rue des Frères-Flavien

### G
- Villa Gagliardini
- Rue Galleron
- Avenue Gambetta
- Passage Gambetta
- Place Gambetta
- Square de la Gascogne
- Rue Gasnier-Guy
- Rue des Gâtines
- Rue du Général-Niessel
- Place du Général-Tessier-de-Marguerittes
- Cité de Gênes
- Rue Géo-Chavez
- Cité Georges-Ambroise-Boisselat-et-Blanche
- Rue Georges-Perec
- Allée Georges-Rouault
- Villa Georgina
- Rue des Glaïeuls
- Villa Godin
- Square Got
- Place des Grandes-Rigoles
- Rue des Grands-Champs
- Place des Grès
- Impasse Gros
- Rue du Groupe-Manouchian
- Rue de Guébriant
- Place du Guignier
- Rue du Guignier
- Square de la Guyenne

### H
- Rue des Haies
- Villa Hardy
- Rue Harpignies
- Villa des Hautes-Traverses
- Villa des Hauts-de-Belleville
- Impasse Haxo
- Rue Haxo
- Rue Hélène-Jakubowicz
- Rue Henri-Chevreau
- Rue Henri-Dubouillon
- Rue Henri-Duvernois
- Place Henri-Krasucki
- Place Henri-Matisse
- Rue Henri-Poincaré
- Rue Henri-Tomasi
- Rue Houdart
- Villa des Houseaux

### I
- Voie I/20
- Avenue Ibsen
- Rue de l’Indre
- Villa Industrielle
- Rue Irénée-Blanc

### J
- Voie J/20
- Rue Jacques-Prévert
- Rue du Japon
- Rue Jean-Baptiste-Dumay
- Rue Jean-Veber
- Place Joseph-Epstein
- Rue Joseph-Python
- Passage Josseaume
- Rue du Jourdain
- Rue Jouye-Rouve
- Rue Juillet
- Square Jules-Chéret
- Rue Jules-Dumien
- Rue Jules-Siegfried
- Passage Julien-Lacroix
- Rue Julien-Lacroix
- Rue de la Justice

### L
- Cité du Labyerinthe
- Passage de Lagny
- Rue de Lagny
- Rue Laurence-Savart
- Rue Le Bua
- Rue Le Vau
- Cité Leclaire
- Rue Lemon
- Rue Léon-Frapié
- Avenue Léon-Gaumont
- Cité Leroy (Paris)
- Cour Lesage
- Rue Lesage
- Rue Lespagnol
- Rue de Lesseps
- Rue Leuck-Mathieu
- Rue Levert
- Rue du Liban
- Rue du Lieutenant-Chauré
- Rue Ligner
- Rue Lippmann
- Rue Lisfranc
- Impasse de la Loi
- Rue Louis-Delaporte
- Rue Louis-Delgrès
- Rue Louis-Ganne
- Rue Louis-Lumière
- Rue Louis-Nicolas-Clérambault
- Impasse Louis-Robert
- Rue Lucien-et-Sacha-Guitry
- Rue Lucien-Lambeau
- Rue Lucien-Leuwen
- Rue des Lyanes
- Villa des Lyanes

### M
- Rue Madeleine-Marzin
- Passage Maigrot-Delaunay
- Rue Malte-Brun
- Place du Maquis-du-Vercors
- Rue des Maraîchers
- Place Marc-Bloch
- Impasse de la Mare
- Rue de la Mare
- Place Marie-de-Miribel
- Allée Marie-Laurent
- Rue des Maronites
- Rue Martin-Garat
- Place Martin-Nadaud
- Rue Maryse-Hilsz
- Rue Maurice-Berteaux
- Place Maurice-Chevalier
- Allée des Mauves
- Rue Max-Ernst
- Rue Mendelssohn
- Boulevard de Ménilmontant
- Place de Ménilmontant
- Rue de Ménilmontant
- Cour de la Métairie
- Rue Michel-de-Bourges
- Rue Mondonville
- Passage Monplaisir
- Square de Monsoreau
- Rue Monte-Cristo
- Rue des Montibœufs
- Boulevard Mortier
- Rue Mounet-Sully
- Rue Mouraud
- Rue des Mûriers

### N
- Rue Nicolas
- Rue Noël-Ballay
- Rue de Noisy-Le-Sec
- Square du Nouveau-Belleville
- Villa des Nymphéas

### O
- Place Octave-Chanute
- Rue Olivier-Métra
- Villa Olivier-Métra
- Impasse Orfila
- Rue Orfila
- Rue des Ormeaux
- Passage Ormeaux-Grands-Champs
- Impasse des Orteaux
- Rue des Orteaux
- Villa des Otages

### P
- Rue Paganini
- Rue de Pali-Kao
- Impasse des Panoyaux
- Rue des Panoyaux
- Chemin du Parc-de-Charonne
- Rue des Partants
- Square Patenne
- Rue Patrice-de-la-Tour-du-Pin (Patrice de La Tour du Pin)
- Rue Pauline-Kergomard
- Rue Paul-Jean-Toulet
- Rue Paul-Meurice
- Place Paul-Signac
- Rue Paul-Strauss
- Rue des Pavillons
- Passage de Pékin
- Rue Pelleport
- Allée du Père-Julien-Dhuit
- Rue du Père-Julien-Dhuit
- Avenue du Père-Lachaise
- Rue du Père-Prosper-Enfantin
- Square du Périgord
- Passage Perreur
- Villa Perreur
- Impasse Philidor
- Rue Philidor
- Passage Piat
- Rue Piat
- Rue Pierre-Bayle
- Rue Pierre-Bonnard
- Rue Pierre-Foncin
- Rue Pierre-Mouillard
- Rue Pierre-Quillard
- Rue Pierre-Soulié
- Place Pierre-Vaudrey
- Impasse du Pilier
- Impasse Pixérécourt
- Rue Pixérécourt
- Rue de la Plaine
- Passage Planchard
- Rue Planchat
- Passage Plantin
- Rue des Plâtrières
- Sentier de la Pointe
- Avenue de la Porte-de-Bagnolet
- Place de la Porte-de-Bagnolet
- Avenue de la Porte-de-Ménilmontant
- Avenue de la Porte-de-Montreuil
- Place de la Porte-de-Montreuil
- Avenue de la Porte-des-Lilas
- Avenue de la Porte-de-Vincennes
- Impasse Poule
- Rue des Prairies
- Rue du Pressoir
- Avenue du Professeur-André-Lemierre
- Passage de la Providence
- Rue des Pruniers
- Rue de la Py
- Rue des Pyrénées
- Villa des Pyrénées

### Q
- Square du Quercy

### R
- Rue Ramponeau
- Rue Ramus
- Impasse Rançon
- Rue Raoul-Dufy
- Rue des Rasselins
- Rue des Réglises
- Rue du Repos
- Passage du Retrait
- Rue du Retrait
- Place de la Réunion
- Rue de la Réunion
- Rue Reynaldo-Hahn
- Villa Riberolle
- Rue Riblette
- Rue des Rigoles
- Rue Robineau
- Rue Roger-Bissière
- Square Roland-Garros
- Impasse Rolleboise
- Passage des Rondeaux
- Rue des Rondeaux
- Rue des Rondonneaux
- Passage du Ruisseau-de-Ménilmontant

### S
- Place Saint-Blaise
- Rue Saint-Blaise
- Villa Sainte-Marie
- Place Saint-Fargeau
- Rue Saint-Fargeau
- Villa Saint-Fargeau
- Impasse Saint-Paul
- Impasse Saint-Pierre
- Passage des Saint-Simoniens
- Square de la Salamandre
- Impasse Satan
- Villa de la Saulaie
- Passage Savart
- Rue de Savies
- Rue Schubert
- Rue du Sénégal
- Rue Serpollet
- Rue du Soleil
- Rue Soleillet
- Rue Sorbier
- Villa Souchet
- Impasse des Souhaits
- Passage des Soupirs
- Rue Stanislas-Meunier
- Passage de la Station-de-Ménilmontant
- Passage Stendhal
- Rue Stendhal
- Villa Stendhal
- Impasse Suez
- Place Sully-Lombard
- Passage du Surmelin
- Rue du Surmelin

### T
- Voie T/20
- Rue Taclet
- Avenue Taillade
- Passage du Télégraphe
- Rue du Télégraphe
- Rue de Terre-Neuve
- Rue de Tlemcen
- Rue Tolain
- Passage des Tourelles
- Rue des Tourelles
- Rue de Tourtille
- Rue du Transvaal
- Villa des Trois-Couronnes

### V
- Voie V/20
- Square du Var
- Rue Victor-Dejeante
- Rue Victor-Letalle
- Rue Victor-Ségalen
- Rue Vidal-de-la-Blache
- Impasse des Vignoles
- Rue des Vignoles
- Rue Vilin
- Rue Villiers-de-L’Isle-Adam
- Cours de Vincennes
- Rue Vitruve
- Square Vitruve
- Rue du Volga

### Z
- Voie Z/20